# À nous deux
À nous deux is een Franse-Canadese dramafilm uit 1979 onder regie van Claude Lelouch. Destijds werd de film uitgebracht onder de titel Op ons tweeën.

## Verhaal
Françoise versiert mannen in opdracht van hun vrouwen, die bewijsmateriaal nodig hebben voor een echtscheiding. Bovendien verdient ze ook geld door politici af te persen, die bang zijn voor een schandaal. Als de politie haar op het spoor komt, duikt ze onder bij een stel dat gezochte criminelen onderdak geeft.

## Rolverdeling
| Acteur             | Personage                      |
| ------------------ | ------------------------------ |
| Catherine Deneuve  | Françoise                      |
| Jacques Dutronc    | Simon Lacassaigne              |
| Jacques Villeret   | Tonton Musique                 |
| Paul Préboist      | Mimile                         |
| Bernard Le Coq     | Fotograaf                      |
| Gilberte Géniat    | Zézette                        |
| Jacques Godin      | Commandant Strauss             |
| Monique Mélinand   | Moeder van Françoise           |
| Émile Genest       | Amerikaanse politiecommissaris |
| Jean-François Rémi | Vader van Françoise            |
| Bernard Crombey    | Alain                          |
| Daniel Auteuil     | Schooier                       |
| Dominique Bernard  |                                |
| John Boylan        | Verkeerspolitie                |
| Nathalie Caron     |                                |